# Бенак (замок)
Замок Бенак или Бейнак (фр. Сhâteau de Beynac) — внушительное средневековое укрепление во Франции, расположено в долине Дордони, возвышается на высоте ста метров над окрестными землями, на скалистом отроге. У подножия замка — селение Бенак-э-Казнак.

## История
Замок Бенак, впервые упомянутый в 1115 году, был построен в XII веке баронами де Бенак. За свою богатую историю он многократно переходил от одних хозяев к другим. После смерти Адемара де Бенака (фр.) в 1189 или в 1194 году замок переходит в руки герцога Аквитанского — Ричарда Львиное Сердце. Ричард передал его во владение одному из своих лучших рыцарей - Меркадье, который был убит в Бордо в 1200 году.
В 1214 году (Альбигойский крестовый поход) замок был изрядно разрушен Симоном де Монфором, претендовавшем на эти земли ввиду стратегически расположенных земель вокруг, да и из-за самого замка. Формально он обвинил Бенака в катарской ереси, назвав его «яростным грабителем» и «угнетателем церкви». Полуразрушенный замок удалось вернуть Бенаку через год, все люди Монфора, которые находились тогда в замке, был истреблены.
Замок находился в центре событий Столетней войны. Дордонь служила условной границей, разделяющей французские и английские войска. В замке Кастельно, напротив замка Бенак, засели англичане. Войска обменивались весьма недружественными посланиями в виде каменных глыб, выпускаемых из катапульт. В отличие от Кастельно, Бенак оставался на протяжении всей Столетней войны на стороне французской короны.
В 1962 году замок был выкуплен и реставрирован Люсьеном Гроссо.

## Замок в искусстве
В конце XX века в Бенаке снимались многие исторические фильмы — «Капитан», «Пришельцы 2: Коридоры времени», «История вечной любви», «Жанна д’Арк». Замок упоминается в романе «Стрела времени» Майкла Крайтона (1998)